# Nature Reviews Physics
Nature Reviews Physics è una rivista scientifica mensile  di fisica,sottoposta a revisione paritaria e pubblicata dalla Nature Portfolio. È stata fondata nel 2019 come rivista esclusivamente online. Il caporedattore è Iulia Georgescu.

## Perimetro editoriale
La rivista pubblica articoli di revisione, prospettive, roadmap, recensioni tecniche, raccomandazioni di esperti, commenti, rassegne annuali, punti di vista e articoli di approfondimento in tutti i settori della fisica fondamentale e applicata. Tra gli argomenti specifici di interesse figurano, a titolo esemplificativo ma non esaustivo:
- Fisica atomica, molecolare e ottica
- Biofisica
- Materia condensata e fisica dei materiali
- Fluidodinamica
- Fisica generale
- Gravitazione, cosmologia e astrofisica
- Fisica delle alte energie (particelle e campi, acceleratori e fasci)
- Fisica matematica
- Reti
- Dinamica non lineare
- Fisica nucleare
- Fotonica
- Fisica chimica
- Fisica del plasma
- Polimeri e materia soffice
- Meccanica quantistica, IT
- Software e analisi dei dati
- Fisica statistica
- Tecniche e strumentazione
- Fisica e società e storia della fisica.

## Journal Citation Reports
Secondo il Journal Citation reports, nel 2021 Nature Reviews Physics ha avuto un fattore di impatto pari a 36.273, collocandosi al terzo posto fra 161 riviste presenti nele categoria "fiusica, fisica applicata" e al secondo posto fra 86 riviste della categoria "fisica,multidisciplinare".